# Aiguille de la Tsa
Aiguille de la Tsa är en bergstopp i Schweiz. Den ligger i distriktet Hérens och kantonen Valais, i den södra delen av landet, 100 km söder om huvudstaden Bern. Toppen på Aiguille de la Tsa är 3 668 meter över havet, eller 251 meter över den omgivande terrängen.